# Покчинское сельское поселение (Пермский край)
Покчинское се́льское поселе́ние — упразднённое муниципальное образование в Чердынском районе Пермского края Российской Федерации, существовавшее в 2004—2020 годах. Административный центр — село Покча.

## География
С севера и северо-запада примыкает к центру района — городу Чердыни.
По территории сельского поселения протекают реки: Колва, Кемзелка, Лызовка и Люльва.

## История
Сельское поселение продолжает историю погоста Покча с деревнями Окологородного стана Чердынского уезда.
Статус и границы сельского поселения установлены Законом Пермской области от 10 ноября 2004 года № 1735-355 «Об утверждении границ и о наделении статусом муниципальных образований Чердынского района Пермского края».
1 января 2020 года Законом Пермского края от 25 марта 2019 года № 374-ПК Покчинское сельское поселение было упразднено, все населённые пункты вошли в состав вновь образованного муниципального образования — Чердынский городской округ.

## Население
| 2010  | 2012  | 2013  | 2014  | 2015  | 2016  | 2017  |
| ----- | ----- | ----- | ----- | ----- | ----- | ----- |
| 2227  | ↘2154 | ↘2056 | ↘2036 | ↗2040 | ↗2073 | ↗2100 |
| 2018  | 2019  |       |       |       |       |       |
| ↘2096 | ↘2082 |       |       |       |       |       |

## Состав сельского поселения
| № | Населённый пункт | Тип населённого пункта       | Население |
| - | ---------------- | ---------------------------- | --------- |
| 1 | Анисимово        | деревня                      | 12        |
| 2 | Гашкова          | деревня                      | 16        |
| 3 | Кольчуг          | село                         | 223       |
| 4 | Крымкор          | деревня                      | 0         |
| 5 | Кушмангорт       | посёлок                      | 1069      |
| 6 | Лобаниха         | посёлок                      | 55        |
| 7 | Лызово           | деревня                      | 28        |
| 8 | Покча            | село, административный центр | ↘776      |
| 9 | Савина           | деревня                      | 48        |

### Упразднённые населённые пункты
Ранее в состав поселения входили деревни Гари, Казанцева, Сумыч, исключённые из списков населённых пунктов в связи с отсутствием жителей в 2011 году.